# Archidistoma

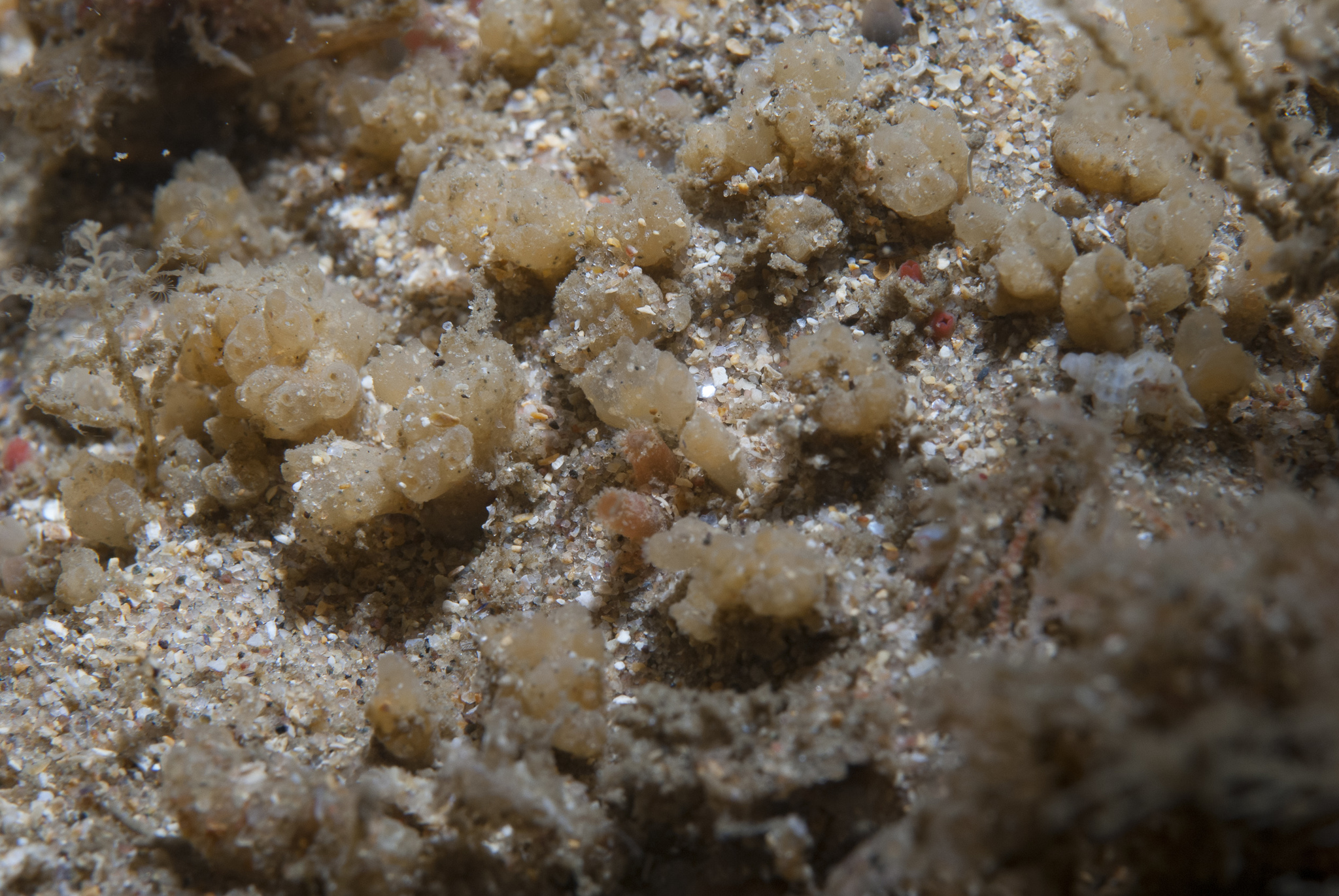
Archidistoma aggregatum

Archidistoma is een geslacht uit de familie Polycitoridae en de orde Phlebobranchia uit de klasse der zakpijpen (Ascidiacea).

## Soorten
- Archidistoma aggregatum Garstang, 1891
- Archidistoma dublum Monniot C., 1997

Niet geaccepteerde soorten:
- Archidistoma diaphanes (Ritter & Forsyth, 1917) → Eudistoma diaphanes Ritter & Forsyth, 1917
- Archidistoma diminuta (Kott, 1957) → Pycnoclavella diminuta (Kott, 1957)
- Archidistoma diminutum (Kott, 1957) → Pycnoclavella diminuta (Kott, 1957)
- Archidistoma molle (Ritter, 1900) → Eudistoma molle (Ritter, 1900)
- Archidistoma murrayi Kott, 1957 → Eudistoma murrayi (Kott, 1957)
- Archidistoma parva (Sluiter, 1900) → Eudistoma laysani (Sluiter, 1900)
- Archidistoma productum (Milne Edwards, 1841) → Pycnoclavella producta (Milne Edwards, 1841)
- Archidistoma psammion (Ritter & Forsyth, 1917) → Eudistoma psammion Ritter & Forsyth, 1917
- Archidistoma richeri Monniot F., 1988 → Pycnoclavella diminuta (Kott, 1957)
- Archidistoma ritteri (Van Name, 1945) → Eudistoma ritteri Van Name, 1945
- Archidistoma rubripunctum Monniot F., 1988 → Pycnoclavella diminuta (Kott, 1957)